# Molophilus (Molophilus) variegatus
Molophilus (Molophilus) variegatus is een tweevleugelige uit de familie steltmuggen (Limoniidae). De soort komt voor in het Australaziatisch gebied.